# أيامي الحلوة
أيامي الحلوة هو كتاب يعبر عن مشاهد مصرية خالصة من الجنوب المصري موطن الأسر الفرعونية القديمة الحاكمة في الحقبة الفرعونية من تأليف الكاتب عبد الرحمن الأبنودي.

## عن الكتاب
يحمل كتاب أيامي الحلوة مشاهد سينمائية التناول حلوة المعالم قاسية التعبيرات في بعض الأحيان وتعرض مشاهد ذات دلالات اجتماعية وفكرية تعكس أفكار ومعتقدات الإنسان المصري الفقير في قرى مصر الجنوبية التي امتزجت فيها عادات جد هذا الإنسان الفرعوني والقبطي والمسلم معاً لتشكل حضارة مستقلة.
الكتاب يتكون من حكايات عن حياة عبد الرحمن الأبنودي حينما كان طفلاً ثم شاباً بقريته يحكي فيها عن أمه باسمها (الست فاطنة جنديل) كما يحلو له مناداتها بلهجته الصعيدية ولا يخجل من سرد سيرة أمه وما حدث معها قبل زواجها من أبيه.

## مواضيع الكتاب
- المرأة الطفلة (فاطمة قنديل).
- المريض الفلكلوري.
- راعي الغنم.